# L'Auriòu dau Comtat
L'Auriòu de la Comtat (en francès Loriol-du-Comtat) és un municipi francès situat al departament de la Valclusa i a la regió de Provença – Alps – Costa Blava.

## Demografia
| 1962                                       | 1968 | 1975  | 1982  | 1990  | 1999  | 2006  |
| ------------------------------------------ | ---- | ----- | ----- | ----- | ----- | ----- |
| 875                                        | 903  | 1.191 | 1.426 | 1.710 | 1.871 | 2.186 |
| Des de 1962: població sense dobles comptes |      |       |       |       |       |       |

## Administració
| Període   | Identitat       | Partit |
| --------- | --------------- | ------ |
| 1945-1977 | Germain Nicolet |        |
| 1993-     | Michel Nicolet  |        |